# Junceella delicata
Junceella delicata is een zachte koraalsoort uit de familie Ellisellidae. De koraalsoort komt uit het geslacht Junceella. Junceella delicata werd in 1999 voor het eerst wetenschappelijk beschreven door Grasshoff. 